# Comissió Búlgara per als Topònims Antàrtics

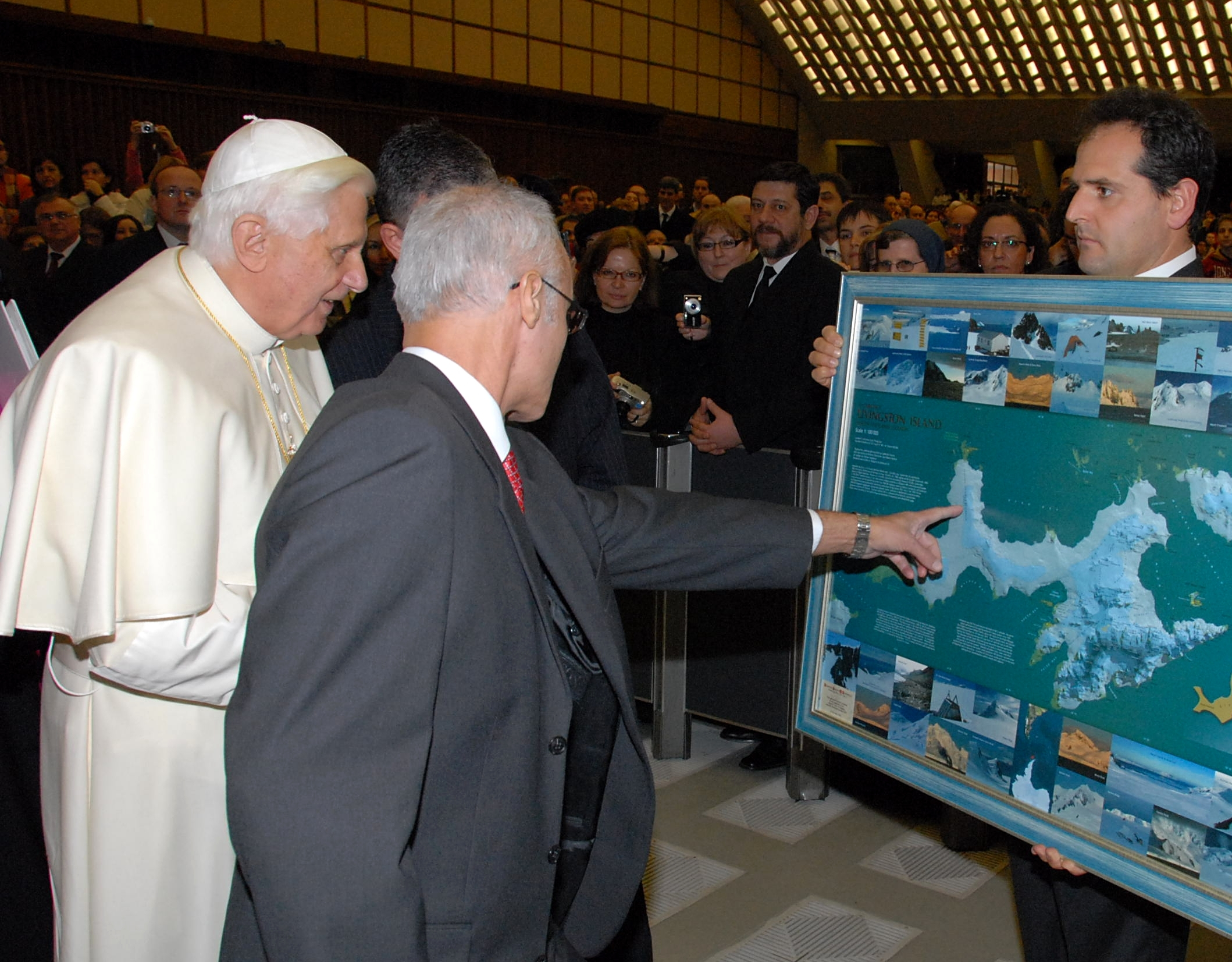
Presentació del mapa búlgar de l'Illa Livingston de 2005 al Papa Benet XVI.

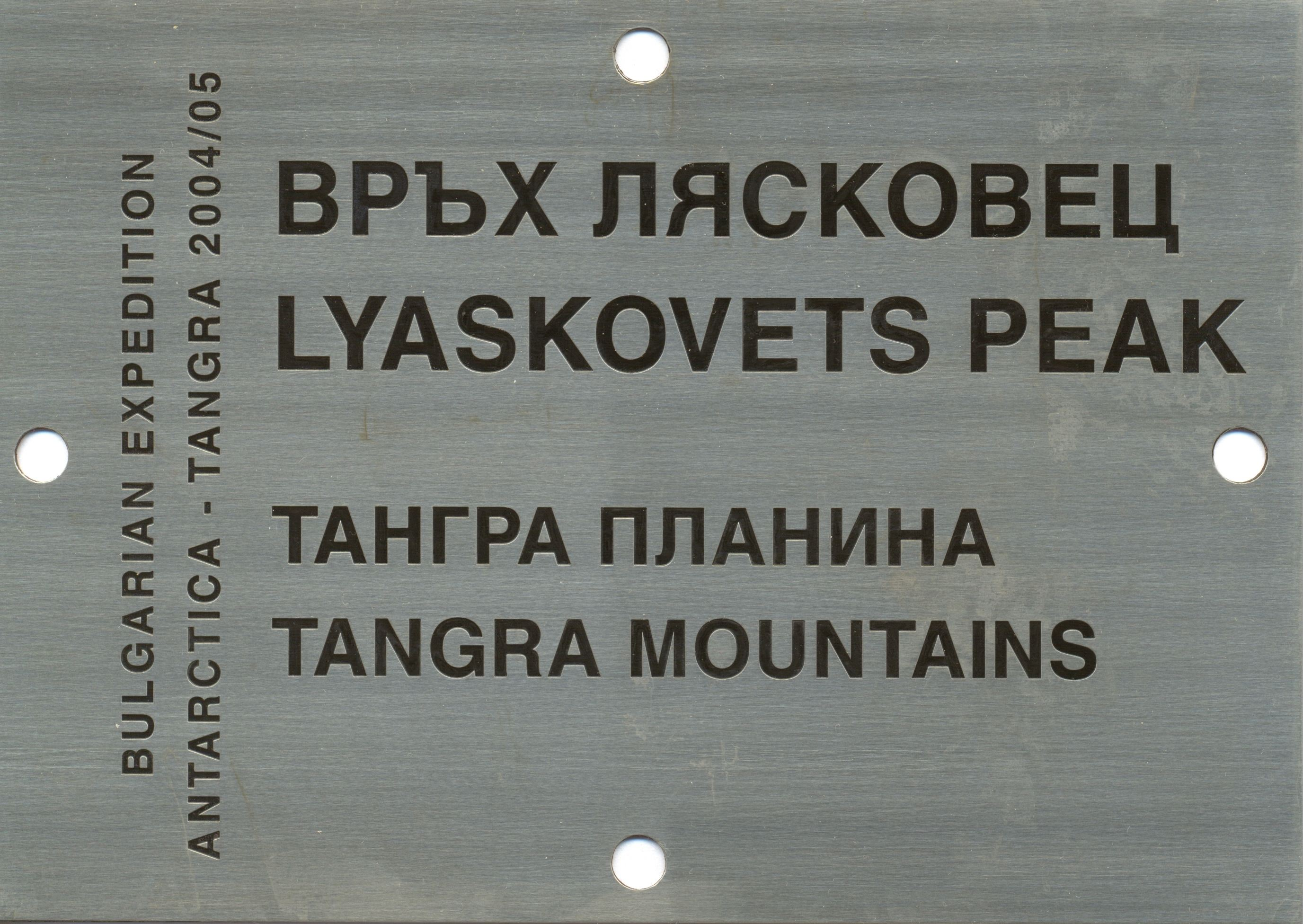
Marcador topogràfic aprovat per la Comissió.

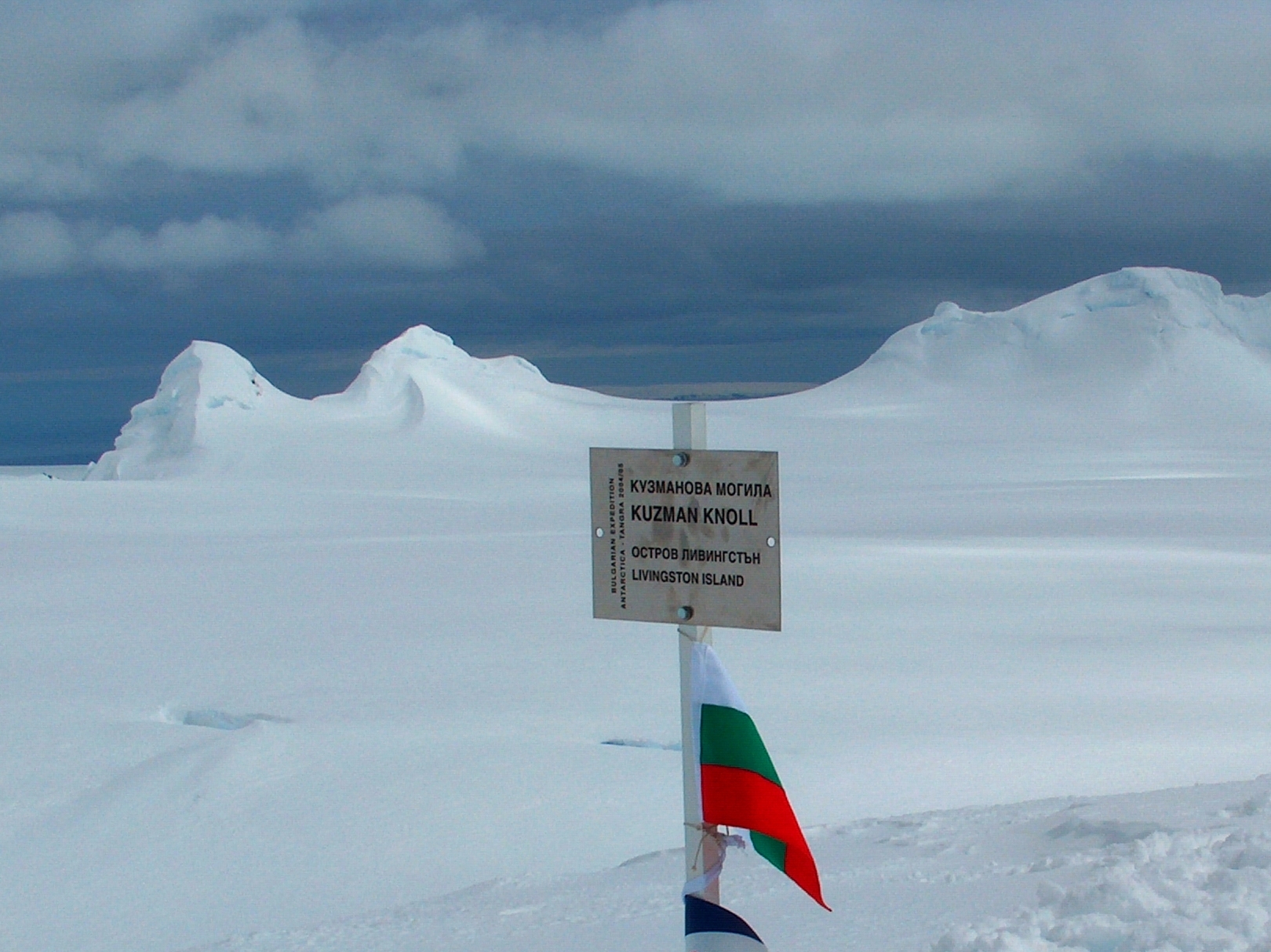
Treball de camp per a la Comissió.

La Comissió Búlgara per als Topònims Antàrtics va ser establerta per l'Institut Antàrtic Búlgar el 1994, i des del 2001 és una institució afiliada al Ministeri d'Afers Exteriors de Bulgària. La Comissió aprova els noms búlgars per als llocs geogràfics de l'Antàrtida, els quals són formalment donats pel President de la República segons la Constitució Búlgara i la pràctica internacional establerta.

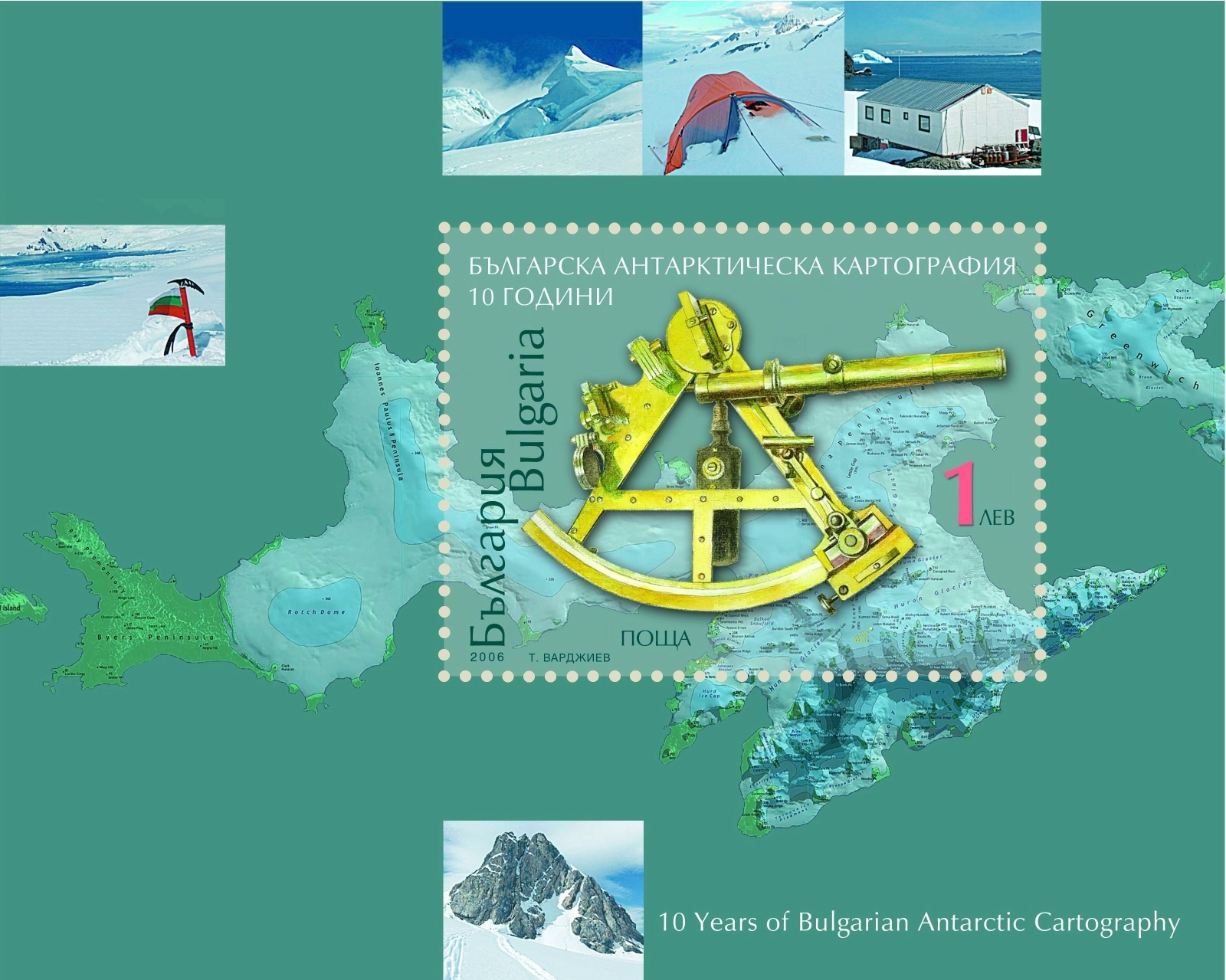
Un segell de Correus que commemora el 10è aniversari de cartografia antàrtica búlgara al servei de la Comissió.

Els noms geogràfics a Antàrtida reflecteixen la història i pràctica de l'exploració antàrtica. Les nacions que participen en recerca antàrtica donen noms nous als anònims objectes geogràfics per als propòsits d'orientació, logística, i cooperació científica internacional. El 2018 hi ha 19.788 topònims diferents a Antàrtida, incloent-hi 1.433 de noms donats per Bulgària. Perquè la base antàrtica búlgara se situa als illes Shetland del Sud, la majoria dels noms geogràfics búlgars es concentren en aquella regió.
El 1995 la Comissió va desenvolupar les seves pròpies Directrius Toponímiques, que específicament van introduir el Sistema directe per a la transliteració de la llengua búlgara que es va adoptar posteriorment per a l'ús oficial a Bulgària, i finalment codificat per la Llei búlgara del transliteració de 2009.
L'obra de la Comissió rep suport de la informació geogràfica i del mapatge, resultats dels mesuraments topogràfics a l'Antàrtida, com ara l'enquesta de 1995/96 a l'Illa Livingston, i l'expedició topogràfica Tangra 2004/05. La Comissió va publicar el primer mapa topogràfic búlgar de l'illa Livingston i l'illa Greenwich el 2005.
La Comissió Búlgara per als Topònims Antàrtics coopera amb altres autoritats nacionals per a establir els topònims de l'Antàrtida i amb el Comitè Científic per a la Recerca Antàrtica (SCAR). La informació detallada dels topònims antàrtics búlgars es publica regularment en el lloc web de la Comissió, i també a l'Índex dels Noms Geogràfics de l'Antàrtida mantingut pel SCAR.

## Mapes publicats per la Comissió
- L.L. Ivanov, Base Sant Climent d'Ohrid, Illa Livingston, mapa topogràfic a escala 1:1000, Obra patrocinada per la Comissió Búlgara per als Topònims Antàrtics, i a la que donen suport el Club Atlàntic de Bulgària i l'Institut Antàrtic Búlgar, Sofia, 1996 (El primer mapa topogràfic antàrtic búlgar) (búlgar)
- L.L. Ivanov et al, Antarctica: Livingston Island, South Shetland Islands (from English Strait to Morton Strait, with illustrations and ice-cover distribution), 1:100000 scale topographic map, Antarctic Place-names Commission of Bulgaria, Sofia, 2005 (anglès)
- L.L. Ivanov. Antarctica: Livingston Island and Greenwich, Robert, Snow and Smith Islands. Scale 1:120000 topographic map. Troyan: Manfred Wörner Foundation, 2009. ISBN 978-954-92032-4-0 (búlgar)
- L.L. Ivanov. Antarctica: Livingston Island and Greenwich, Robert, Snow and Smith Islands. Scale 1:120000 topographic map. Troyan: Manfred Wörner Foundation, 2009. ISBN 978-954-92032-6-4 (anglès)